# Holocheilus illustris
Holocheilus illustris là một loài thực vật có hoa trong họ Cúc. Loài này được (Vell.) Cabrera mô tả khoa học đầu tiên năm 1968.